# Персепол
Персепол (Персеполид) — персонаж древнегреческой мифологии, сын Телемаха и дочери Нестора Поликасты — таково истолкование, в частности, В. Н. Ярхо. Согласно переводу данного места Евстафия у О. П. Цыбенко, это дочь по имени Персепола, однако в комментируемом месте «Одиссеи» речь идет о сыновьях. Согласно сочинению Псевдо-Геродота «Состязанию Гомера и Гесиода», дочь Нестора родила Телемаху сына Гомера. Позднее Пилос был одним из семи городов, споривших за право считаться родиной Гомера.